# Men (Zeitschrift)
Men ist eine US-amerikanische Zeitschrift. Die Zeitschrift wird vom US-amerikanischen Unternehmen Specialty Publications mit Firmensitz in Los Angeles herausgegeben. Die Zeitschrift gehört zu den meistverkauften Magazinen seiner Art in den Vereinigten Staaten. 
Das Magazin zielt vorrangig auf homosexuelle und bisexuelle Männer. Die Zeitschrift enthält Fotografien von nackten Männern, oftmals bekannte Pornostars aus der Filmindustrie, sowie erotische fiktive Artikel und Interviews. Men wurde im Juni 1984 erstmals unter dem Titel Advocate Men herausgebracht und erschien ab November 1984 als monatlich herausgegebene Zeitschrift. Im Oktober 1997 wurde der Titelname des Magazins in Men umgeändert.